# Río Seille
El río Seille río francés, afluente por la derecha del río Mosela, con el que confluye en Metz.
Su nacimiento se sitúa en el estanque de Lindre (departamento de Mosela). Transcurre por este departamento y el de Meurthe y Mosela, en un tramo formado su límite común.
Su cuenca tiene una superficie de 12.914 kilómetros cuadrados. Su longitud es de 118 kilómetros. 
Es un río lento, con campos de inundación muy importantes que laminan sus crecidas. Tiene un uso agrícola, y aunque se le ha intentado hacer navegable en varias ocasiones (siglos XVIII y XIX principalmente), nunca se ha conseguido.